# الدوري الذهبي 2001
تنافس على المليون دولار في الدوري الذهبي لسنة 2001، 8 رياضين و6 رياضيات خلال 7 محطات.
يجب الفوز ب 5 محطات على الأقل لنيل جائزة المليون دولار.

## الفائزون
- هشام الكروج  المغرب
- اندريه بوشر  سويسرا
- ألن جونسون  الولايات المتحدة
- ماريون جونز  الولايات المتحدة
- فيوليت سيكيلي  رومانيا
- اولغا إيغوروفا  روسيا

## النتائج
|                | روما 29 يونيو                | باريس 6 يوليو                | أوسلو 13 يوليو                 | موناكو 20 يوليو                  | زوريخ 17 أغسطس                 | بروكسيل 24 أغسطس               | برلين 31 أغسطس              |
| -------------- | ---------------------------- | ---------------------------- | ------------------------------ | -------------------------------- | ------------------------------ | ------------------------------ | --------------------------- |
| رجال           |                              |                              |                                |                                  |                                |                                |                             |
| 100 متر        | موريس غرين الولايات المتحدة  | موريس غرين الولايات المتحدة  | تيم مونتغومري الولايات المتحدة | بيرنارد ويليامس الولايات المتحدة | تيم مونتغومري الولايات المتحدة | تيم مونتغومري الولايات المتحدة | فرانسيس اوبيغيلو النيجر     |
| 800 متر        | اندريه بوشر سويسرا           | اندريه بوشر سويسرا           | ويلفريد بونغي كينيا            | اندريه بوشر سويسرا               | اندريه بوشر سويسرا             | يوري بورزازوفسكي روسيا         | اندريه بوشر سويسرا          |
| 1500 م 2000 م  | هشام الكروج المغرب           | علي سعيدي سيف الجزائر        | هشام الكروج المغرب             | روي سيلفا البرتغال               | هشام الكروج المغرب             | هشام الكروج المغرب             | هشام الكروج المغرب          |
| 3000 م 5000 م  | ميكونين إثيوبيا              | كيبكوسغي كينيا               | باول بيتوك كينيا               | باول بيتوك كينيا                 | رشارد ليمو كينيا               | ميكونين إثيوبيا                | باول بيتوك كينيا            |
| 3000 متر موانع | كوسغي كينيا                  | بوات كيبكيتير كينيا          | بوات كيبكيتير كينيا            | بوات كيبكيتير كينيا              | إبراهيم بولامي المغرب          | إبراهيم بولامي المغرب          | سيف سعيد شاهين كينيا        |
| 100 امتار      | كلين جاكسون المملكة المتحدة  | ألن جونسون الولايات المتحدة  | ألن جونسون الولايات المتحدة    | ألن جونسون الولايات المتحدة      | ألن جونسون الولايات المتحدة    | انير غارسيا كوبا               | ألن جونسون الولايات المتحدة |
| الوثب الطويل   | ديلوورد الولايات المتحدة     | إيفان بيدرسو كوبا            | ديلوورد الولايات المتحدة       | بوركينيا روسيا                   | ديلوورد الولايات المتحدة       | ستريغفلو الولايات المتحدة      | إفان بيدرسو كوبا            |
| رمي الرمح      | غاتسيودس اليونان             | غاتسيودس اليونان             | بلانك ألمانيا                  | فانغونيس بال النرويج             | هيش ألمانيا                    | جان زيليزني جمهورية التشيك     | جان زيليزني جمهورية التشيك  |
| نساء           |                              |                              |                                |                                  |                                |                                |                             |
| 100 متر        | ماريون جونس الولايات المتحدة | ماريون جونس الولايات المتحدة | ماريون جونس الولايات المتحدة   | كريستي غينيس الولايات المتحدة    | ماريون جونس الولايات المتحدة   | ماريون جونس الولايات المتحدة   | ماني مريم كمبوديا           |
| 800 متر        | ستيفي غراف النمسا            | ستيفي غراف النمسا            | ستيفي غراف النمسا              | ماريا موتولا موزمبيق             | ماريا موتولا موزمبيق           | ستيفي غراف النمسا              | ماريا موتولا موزمبيق        |
| 1500 متر       | فيوليت سيكيلي رومانيا        | فيوليت سيكيلي رومانيا        | فيوليت سيكيلي رومانيا          | فيوليت سيكيلي رومانيا            | فيوليت سيكيلي رومانيا          | فيوليت سيكيلي رومانيا          | فيوليت سيكيلي رومانيا       |
| 3000 م 5000 م  | اولغا إيغوروفا روسيا         | اولغا إيغوروفا روسيا         | اديت ماساي كينيا               | اديت ماساي كينيا                 | اولغا إيغوروفا روسيا           | اولغا إيغوروفا روسيا           | اولغا إيغوروفا روسيا        |
| 400 متر        | نزهة بيدوان المغرب           | تاتيانا تريسيشوك أوكرانيا    | تاتيانا تريسيشوك أوكرانيا      | بيرنيا كوبا                      | نزهة بيدوان المغرب             | نزهة بيدوان المغرب             | نوسوفا روسيا                |
| الوثب العالي   | كوتوفا روسيا                 | فينيفا بلغاريا               | باباكوفا أوكرانيا              | كاجسا بيركيفست السويد            | هيستري كوليتا جنوب إفريقيا     | بلامار أوكرانيا                | كاجسا بيركيفست السويد       |